# Путіловка
Путі́ловка (рос. Путиловка) — присілок у складі Куртамиського округу Курганської області, Росія.
Населення — 46 осіб (2010, 103 у 2002).
Національний склад станом на 2002 рік:
- росіяни — 49 %
- казахи — 48 %